# Burg Holtey
Burg Holtey (auch Schulte-Holtey und Unterholtey) ist eine abgegangene, mittelalterliche Burg an der heutigen Holteyer Straße im Essener Stadtteil Burgaltendorf.

## Geschichte
Die Burg wurde am Grund des Ruhrtales direkt an einer Furt eines später versandeten Flussarms der Ruhr errichtet. Die adeligen Herren von Holtey werden bereits 1221 erwähnt; der aus dem Stammsitz Burg Holtey hervorgegangene Hof erstmals 1486.
Aufgrund der ständigen Ruhrhochwasser wurden die Hofgebäude 1857 um einhundert Meter nach Norden verlegt. Bei Eisenbahnbauarbeiten an der Mittleren Ruhrtalbahn zwischen Überruhr und Bahnhof Altendorf (Ruhr) in den 1870er Jahren wurden Teile einer Wallanlage angeschnitten. Angeblich entdeckte man dabei Reste eines Bergfrieds und ein romanisches Kapitell.
1903 wurde das Gelände an die Gelsenkirchener Wasserwerke verkauft. Diese bauten dort eine Wassergewinnungsanlage. Die nicht beanspruchten Areale wurden bis 1956 weiterbewirtschaftet. Von der Burganlage ist oberirdisch nichts mehr erhalten. Das mit Wald bewachsene Areal befindet sich noch immer im Besitz der Gelsenkirchener Wasserwerke und ist nicht öffentlich zugänglich.